# Années 1210
Les années 1210 couvrent la période de 1210 à 1219.

## Évènements

Conquêtes mongoles

- 1211-1221, expansion mongole : conquête de la Chine des Jin (1210-1215), du Kara Khitaï (1217-1218) et du Khârezm (Perse et Asie centrale, 1219-1221)[1].
- Vers 1215 : victoire des Pandya de Maravarman Sundara Pandyan (en) sur les Chola qui perdent Thanjavur. L’empire Chola en Inde du Sud se disloque et le Sri Lanka s’émancipe[2].

- 1217-1221 : cinquième croisade[3].

### Europe
- 1209-1229 : croisade des albigeois pour éradiquer le catharisme[4]. Simon IV de Montfort prend les terres de Raymond VI de Toulouse, son frère Gui celles du comte de Foix.
- 1210, 1212 et 1215 : les ordres mendiants sont créés : frères mineurs (franciscains), Pauvres Dames (clarisses) et frères prêcheurs (dominicains)[5]. Le but de ces ordres est de porter la parole divine au cœur des villes, lieux de dépravation, conçues comme des terres de mission, tranchant en cela avec le monachisme traditionnel, à l'écart du monde urbain (c'est-à-dire du monde tout court). Leur respect de la pauvreté et de la frugalité leur vaudra le surnom d'« ordres mendiants ».
- 1212 : bataille de Las Navas de Tolosa ; la victoire des rois espagnols coalisés contre les Almohades marque une étape décisive de la Reconquista[6].
- 1212-1217 : guerre civile en Russie entre Iouri II Vladimirski et Constantin Vladimirski[7].
- 1212-1214 : fondation de l'université de Palencia (es), la première en Espagne[8].
- 1213 : bataille de Muret[4].
- 1214 : bataille de Bouvines, victoire de Philippe Auguste sur les anglo-germano-flamands[9].
- 1215 :
  - Grande Charte en Angleterre ; elle garantit les droits féodaux, les libertés des villes contre l’arbitraire royal et institue le contrôle de l’impôt par le Grand conseil du royaume[10].
  - Quatrième concile du Latran[11].
- 1215-1217 : révolte des barons anglais[12].
- Vers 1215 : destruction probable par l’avancée des glaciers des forêts d’Aletsch et de Grindelwald dans les Alpes[13].
- 1216-1221 : première guerre de succession de Champagne[14].
- 1217 : fondation du royaume de Serbie. Les Serbes s'émancipent de l'autorité de Byzance[15].
- 1219, croisades baltes : les Chevaliers Porte-Glaive alliés à Valdemar II de Danemark prennent Revel et le Nord de l'Estonie à l'issue de la bataille de Lyndanisse[16].

## Personnages significatifs
- Ala ad-Din Muhammad - Al-Adel - Al-Kâmil - Albert de Buxhoeveden - Alphonse II de Portugal - André II de Hongrie - Bérengère de Castille - Dominique de Guzmán - Eustache le moine - François d'Assise - Frédéric II du Saint-Empire - Gengis Khan - Honorius III - Îltutmish - Innocent III - Jean d'Angleterre - Jean de Brienne - Håkon IV de Norvège - Kütchlüg - Léopold VI d'Autriche - Louis le Lion - Philippe II de France - Pierre II d'Aragon - Pierre II de Courtenay - Pierre Mauclerc - Raymond VI de Toulouse - Raymond VII de Toulouse - Saint Sava - Simon IV de Montfort - Valdemar II de Danemark